# Ctenophthalmus particularis
Ctenophthalmus particularis är en loppart som beskrevs av Berteaux 1949. Ctenophthalmus particularis ingår i släktet Ctenophthalmus och familjen mullvadsloppor. Inga underarter finns listade i Catalogue of Life.